# Italo Calvino
Italo Calvino (ur. 15 października 1923 w Santiago de Las Vegas na Kubie; zm. 19 września 1985 w Sienie, Włochy) – włoski pisarz i eseista, jeden z ważniejszych twórców XX wieku. Początkowo tworzył w stylu neorealistycznym, by później pisać teksty eksperymentalne, łączące wiele gatunków, przede wszystkim fantastycznych. Jego proza ma charakter imaginacyjny i alegoryczny, opiera się na grze z czytelnikiem, przez co bywa łączona z postmodernizmem. 

## Życiorys
Rodzina Calvino po powrocie z Kuby zamieszkała w San Remo. Italo Calvino w latach 1941–1947 studiował na uniwersytecie w Turynie. Od 1945 był dziennikarzem komunistycznego dziennika „L’Unità”, później pisał również w pismach „La Nostra Lotta”, „Il Garibaldino”, „Voce della Democrazia”, „Contemporaneo”, „Cittá Aperta” i „La Republica”. Po sowieckiej inwazji na Węgry w 1956 Calvino zerwał z włoską partią komunistyczną. Od 1959 do 1967 redagował własne pismo literackie „Il Menabó di letteratura”. W latach 1948–1984 pracował także w wydawnictwie Einaudi, w którym wydał swą debiutancką powieść Il sentiero dei nidi di ragno (1947). Związany z grupą OuLiPo.

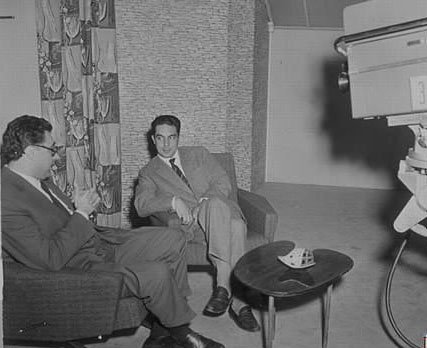
Italo Calvino w czasie wywiadu z Luigim Silorim (1958)

## Twórczość
- 1947 – Ścieżka pajęczych gniazd, tłum. Władysław Minkiewicz (Il sentiero dei nidi di ragno)
- 1949 – Ostatni przybywa kruk (Ultimo viene il corvo)
- 1951 – Młodzi znad Padu (I giovani del Po)
- Trylogia Nasi przodkowie (I nostri antenati)
  - 1952 – Wicehrabia przepołowiony, tłum. Barbara Sieroszewska (Il Visconte dimezzato)
  - 1957 – Baron drzewołaz, tłum. Barbara Sieroszewska (Il barone rampante)
  - 1959 – Rycerz nieistniejący, tłum. Barbara Sieroszewska (Il cavaliere inesistente)
- 1952 – Mrówka argentyńska (La formica argentina)
- 1954 – Wstęp do wojny (L'entrata in Guerra)
- 1956 – Baśnie włoskie (Fiabe Italiane)
- 1956 – La panchina – libretto do opery Sergiego Liberoviciego
- 1958 – Opowiadania (I racconti)
- 1963 – Marcovaldo, tłum. Alina Kreisberg
- 1963 – Długi dzień Ameriga, tłum. Magdalena Tulli (La giornata d'uno scrutatore)
- 1965 – Opowieści kosmikomiczne, tłum. Barbara Sieroszewska (Cosmicomiche)
- 1967 – Jeżeli t=0 (Ti con zero)
- 1969 – Zamek krzyżujących się losów, tłum. Anna Wasilewska (Il castello dei destini incrociati)
- 1979 – Trudne miłości, tłum. Joanna Wajs (Gli amori difficili)
- 1972 – Niewidzialne miasta, tłum. Alina Kreisberg (Le città invisibili)
- 1973 – Imię, nos (Il nome, il naso)
- 1974 – Autobiografia pewnego widza (Autobiografia di uno spettatore)
- 1975 – La corsa delle giraffe
- 1979 – Jeśli zimową nocą podróżny, tłum. Anna Wasilewska (Se una notte d'inverno un viaggiatore)
- 1989, 1982 – The Uses of Literature – eseje
- 1982 – Prawdziwa historia (La Vera Storia) – libretto do opery Luciano Berio
- 1983 – Palomar, tłum. Alina Kreisberg
- 1983 – Racconti Fantastici Dell'Ottocento: Volume Primo, Il Fantastico Visionario and Racconti Fantastici Dell'Ottocento: Volume Secondo, Il Fantastico Quotidiano
- 1983 – Science et métaphore chez Galilée – wykład w École des Hautes Études de la Sorbonne
- 1984 – Collezione di sabbia
- 1988 – W słońcu jaguara, tłum. Hanna Flieger (Sotto il sole giaguaro) – utwór wydany pośmiertnie
- 1988 – Wykłady amerykańskie, tłum. Anna Wasilewska (Lezioni Americane) – utwór wydany pośmiertnie
- 1999 – Droga św. Jana (La strada di San Giovanni) – utwór wydany pośmiertnie